# Il generale dell'armata morta (film)
Il generale dell'armata morta è un film del 1983 diretto da Luciano Tovoli.
La pellicola è ispirata all'omonimo romanzo di Ismail Kadare.
È conosciuto anche con il titolo L'armata ritorna.

## Trama
Appena conclusa la Seconda guerra mondiale un generale e un sacerdote italiano ricevono un compito delicato e gravoso: riportare in patria i corpi dei soldati caduti in Albania.
Il generale Ariosto, assolto il compito, decide di visitare il paese, portando con sé le spoglie dei suoi uomini: il suo sarà un vagare tra vecchi rancori, risentimenti e ricordi di orrori vissuti durante le giornate di guerra. Ariosto ha una missione affidatagli dalla vedova del colonnello Di Brenni, che lo ha pregato di riportarle a ogni costo i resti del marito; ma dopo averli ritrovati, il generale apprende che l'uomo fu ucciso dalla madre dell'adolescente che lui aveva violentato.

## Critica
«... una storia controcorrente rispetto al mito degli "italiani brava gente". Buon esordio... di Tovoli.» ** 